# Rennes
Rennes (pronunciado: /ʁɛn/; en galó: Resnn; en bretón: Roazhon) es una ciudad de Francia, capital de la región de Bretaña y capital del departamento Ille y Vilaine. Está localizada al noroeste del país (Gran oeste francés), en el Arco Atlántico, a 50 km del canal de la Mancha y a 80 km del océano Atlántico. Está situada en la confluencia del río Vilaine y de su afluente, el río Ille.
Rennes surge entre el segundo y el primer siglo a. C. como capital de la tribu gala de los redones. La ciudad se llamaba Condate. Durante la Edad Media, con la llegada de los pueblos bretones y la consolidación del ducado de Bretaña frente al poder carolingio y de los reyes de Francia, se confirma como una de las poblaciones más importantes de la región fronteriza del ducado, la marca de Bretaña. Tras la anexión del ducado de Bretaña al reino de Francia, se convierte en una capital provincial y acoge el Parlamento de Bretaña.
Tras la Segunda Guerra Mundial, Rennes aumenta fuertemente su población, desarrolla el sector industrial (destacando la gran fábrica de Citroën) y se consolida como importante centro educativo gracias a sus universidades. Hoy en día, es un centro de innovación digital y tecnológico reconocido en Francia.
Según el censo de 2015, la ciudad contaba con una población de 221 272 habitantes (incluidos 67 791 estudiantes en el curso 2017-2018) y 710 481 habitantes en su área urbana.

## Historia

### Edad Antigua
Rennes surgió entre los siglos II y I a. C. como capital de la tribu gala de los Redones. Tras la conquista romana se convirtió en un importante núcleo urbano hasta alcanzar entre 80 y 100 hectáreas, como han demostrado excavaciones recientes. La crisis del Siglo III le afectó fuertemente, reduciendo su población y superficie, como atestiguan  las murallas construidas a finales de este siglo y que solo delimitan un recinto de 8 hectáreas en el actual barrio de la catedral. Estas murallas seguirán en pie e irán progresivamente transformándose en época medieval.

### Edad Media
Con la llegada de los pueblos bretones y la consolidación del ducado de Bretaña frente al Imperio carolingio y luego de los reyes de Francia, Rennes se confirma como una de las poblaciones más importantes de la región fronteriza del ducado, la marca de Bretaña. Según avanza la Edad Media, sujeta al poder ducal, se consolida como una de las ciudades más importantes del oeste de Francia, hasta el punto de que en el siglo XV se construyen unas nuevas murallas para proteger los diversos arrabales que han surgido más allá del recinto de las antiguas murallas romanas, y para defender la ciudad de los saqueos de las Grandes Compañías que actuaban en la región.

### Edad Moderna
Tras la integración del ducado de Bretaña al reino de Francia, Rennes se convierte en una capital provincial y acoge el Parlamento de Bretaña. El urbanismo y la arquitectura medieval con casas de madera desaparecen en gran parte de la ciudad debido al gran incendio de 1720, pero aún perduran en ciertos barrios como el del entorno de la plaza Sainte-Anne. Bajo la dirección del arquitecto Jacques Gabriel, arquitecto de la Corte de Luis XV, se emprende la reconstrucción de la ciudad con edificios en piedra y se regularizará el trazado de las calles.

### Edad Contemporánea
En el siglo XIX, y especialmente con la llegada del ferrocarril, Rennes se desarrolla hacia el sur y comienzan a aparecer barrios residenciales de carácter burgués –buena prueba de ello es la creación del edificio de la Ópera en esta época–, a la par que comienzan a aparecer nuevas industrias.

### Desde 1945
Tras el fin de la ocupación alemana durante la Segunda Guerra Mundial (1940-1944), Rennes aumenta fuertemente su población, desarrolla el sector industrial –destacando la gran fábrica de Citroën– y se consolida como importante centro educativo gracias a sus universidades y como centro administrativo debido a que pasa a ser la capital administrativa de la región de Bretaña.
En 1950, un tercio de las casas de Rennes aún no tenían acceso a agua corriente o a la red de saneamiento. En esa década, la población de la ciudad creció rápidamente y la administración local construyó entonces las primeras viviendas en los distritos de Cleunay (en el sureste) y Maurepas (en el noreste) para albergar a los nuevos habitantes. En los años 1960-1970 se desarrolló la construcción de complejos destinados a acoger a los estudiantes. En la década de 1980, se crearon nuevos distritos, cumpliendo nuevos estándares: Patton al norte, Coëtlogon al oeste, La Poterie al sur y Longs Champs al este.
La ciudad continúa su expansión con la creación en 1984 del tecnopole Rennes-Atalante, que reúne a empresas de tecnología y del campo paramédico. Ya en los años 1990-2000 en Bruz (10 km al sur de Rennes), se construyó el campus universitario de Ker Lann que acoge casi 6000 estudiantes. Es así que entre 1982 y 2008, Rennes ganó 12 000 habitantes.

## Política

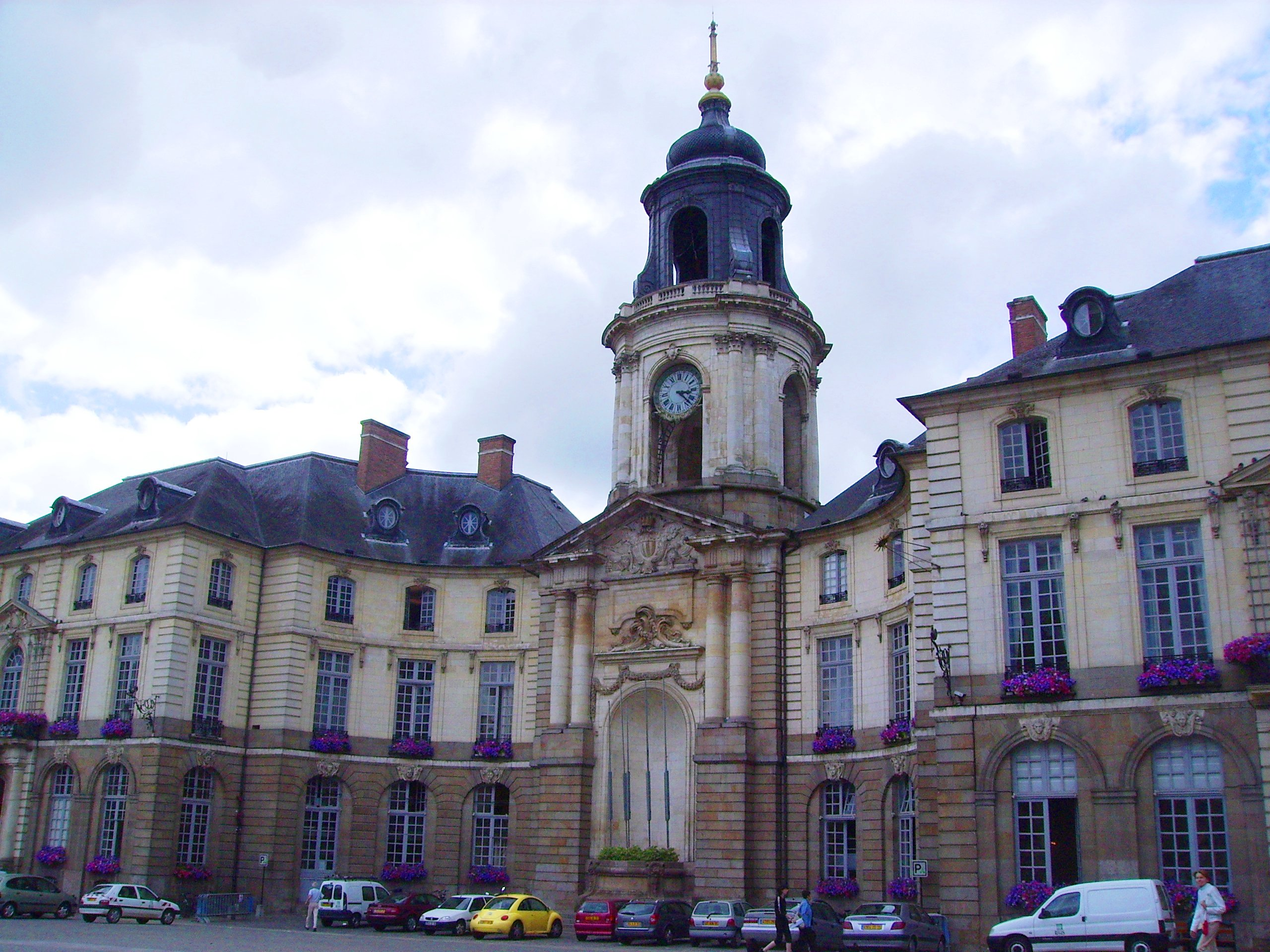
Ayuntamiento de Rennes.

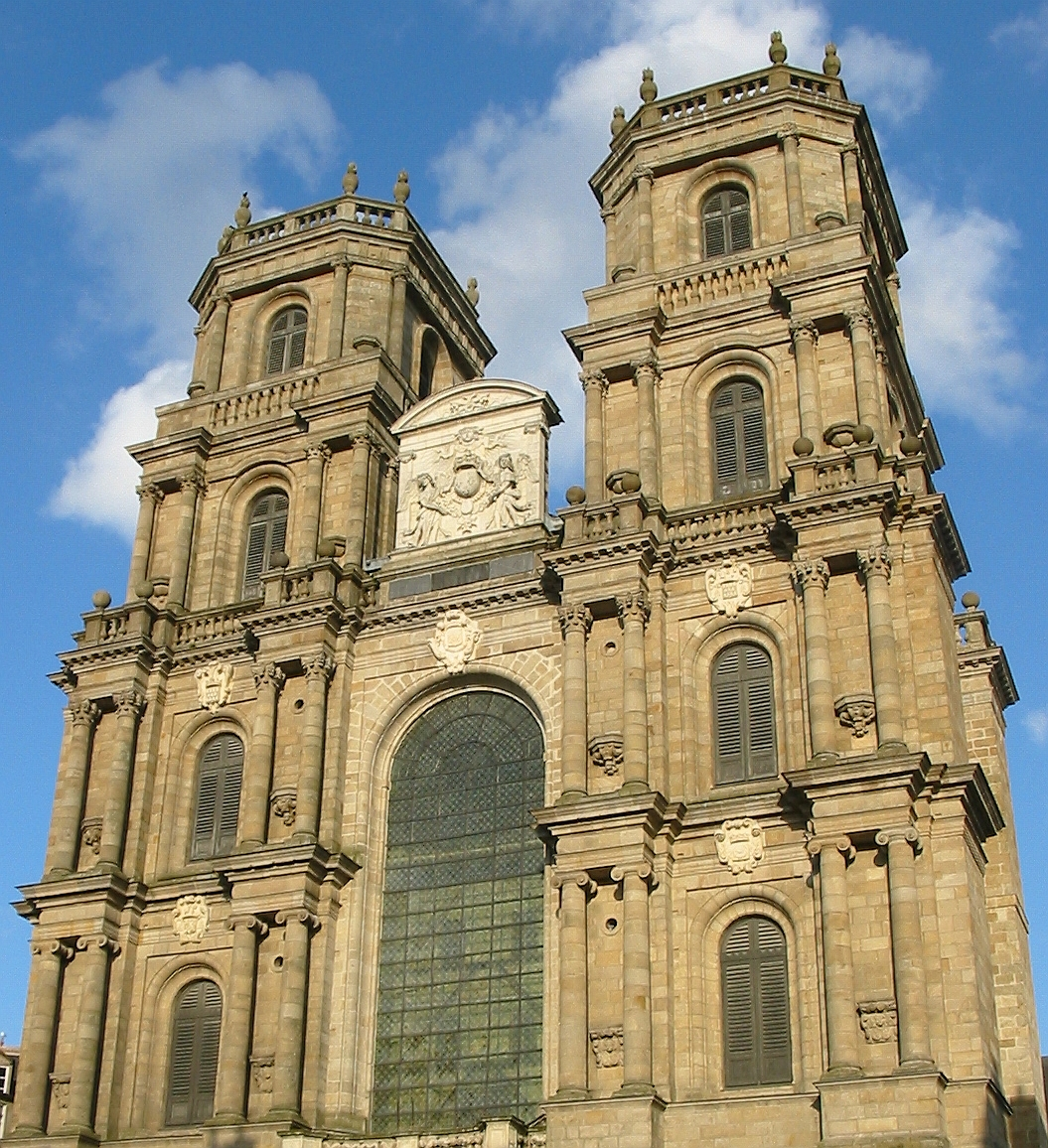
Catedral San Pedro.

En Rennes nacieron personajes políticos de nivel nacional como Georges Boulanger (1837-1891), general y político de la Tercera República, Isaac Le Chapelier (1754-1794), político jacobino, y René Pleven (1901-1993), dos veces primer ministro de Francia. Desde la Liberación, tres alcaldes han desempeñado un papel esencial en la evolución y el desarrollo de Rennes: Yves Milon (1944-1953), Henri Fréville (1953-1977) y Edmond Hervé (1977-2008).
En el ámbito de la Unión Europea (UE), el Fondo Social Europeo (FSE) contribuye a la integración profesional de personas alejadas del empleo. Con su ayuda, Rennes Métropole puso en marcha el Plan Local para la Integración y el Empleo (PLIE), financiado por una suma de € 8,4 millones entre 2014 y 2020. En el mismo sentido, el Fondo Europeo de Desarrollo Regional (FEDER), otorgó 33 millones de euros a Rennes Métropole, en el mismo periodo.

## Geografía
Rennes está situada a 308 km al oeste de París, en línea recta. Ocupa una posición excéntrica en relación con el conjunto del territorio de Bretaña, encontrándose a 50 km del límite oriental de la región y a 250 km de la punta occidental de Finisterre. Su situación occidental en relación con el resto del territorio nacional la ha impulsado a desempeñar un papel central en el Arco Atlántico, una de las grandes regiones transnacionales reconocidas por la Comisión Europea.
Se encuentra en el corazón de un área urbana de 690 000 habitantes, repartidos entre unas 190 comunidades urbanas. Rennes forma parte y es sede de Rennes Métropole. Juega un papel crucial en la economía de la Bretaña moderna.

### Clima
Goza de un clima oceánico, con inviernos un poco fríos y húmedos, y veranos algo secos y moderadamente cálidos.
| Parámetros climáticos promedio de Rennes (Aeropuerto de Rennes Saint-Jacques), normales 1991–2020, extremos 1945–presente | Parámetros climáticos promedio de Rennes (Aeropuerto de Rennes Saint-Jacques), normales 1991–2020, extremos 1945–presente | Parámetros climáticos promedio de Rennes (Aeropuerto de Rennes Saint-Jacques), normales 1991–2020, extremos 1945–presente | Parámetros climáticos promedio de Rennes (Aeropuerto de Rennes Saint-Jacques), normales 1991–2020, extremos 1945–presente | Parámetros climáticos promedio de Rennes (Aeropuerto de Rennes Saint-Jacques), normales 1991–2020, extremos 1945–presente | Parámetros climáticos promedio de Rennes (Aeropuerto de Rennes Saint-Jacques), normales 1991–2020, extremos 1945–presente | Parámetros climáticos promedio de Rennes (Aeropuerto de Rennes Saint-Jacques), normales 1991–2020, extremos 1945–presente | Parámetros climáticos promedio de Rennes (Aeropuerto de Rennes Saint-Jacques), normales 1991–2020, extremos 1945–presente | Parámetros climáticos promedio de Rennes (Aeropuerto de Rennes Saint-Jacques), normales 1991–2020, extremos 1945–presente | Parámetros climáticos promedio de Rennes (Aeropuerto de Rennes Saint-Jacques), normales 1991–2020, extremos 1945–presente | Parámetros climáticos promedio de Rennes (Aeropuerto de Rennes Saint-Jacques), normales 1991–2020, extremos 1945–presente | Parámetros climáticos promedio de Rennes (Aeropuerto de Rennes Saint-Jacques), normales 1991–2020, extremos 1945–presente | Parámetros climáticos promedio de Rennes (Aeropuerto de Rennes Saint-Jacques), normales 1991–2020, extremos 1945–presente | Parámetros climáticos promedio de Rennes (Aeropuerto de Rennes Saint-Jacques), normales 1991–2020, extremos 1945–presente |
| Mes | Ene. | Feb. | Mar. | Abr. | May. | Jun. | Jul. | Ago. | Sep. | Oct. | Nov. | Dic. | Anual |
| --- | --- | --- | --- | --- | --- | --- | --- | --- | --- | --- | --- | --- | --- |
| Temp. máx. abs. (°C) | 16.8 | 20.9 | 24.1 | 28.7 | 30.8 | 37.9 | 40.5 | 39.5 | 34.8 | 30.0 | 21.4 | 17.8 | 40.5 |
| Temp. máx. media (°C) | 9.2 | 10.2 | 13.2 | 16.0 | 19.3 | 22.6 | 24.8 | 24.7 | 21.9 | 17.2 | 12.5 | 9.6 | 16.8 |
| Temp. media (°C) | 6.2 | 6.6 | 8.8 | 11.0 | 14.3 | 17.3 | 19.2 | 19.3 | 16.6 | 13.2 | 9.2 | 6.6 | 12.4 |
| Temp. mín. media (°C) | 3.3 | 2.9 | 4.5 | 6.0 | 9.3 | 12.1 | 13.7 | 13.8 | 11.4 | 9.3 | 5.9 | 3.6 | 8.0 |
| Temp. mín. abs. (°C) | -14.7 | -11.2 | -7.3 | -3.2 | -1.2 | 2.2 | 5.5 | 4.0 | 1.9 | -4.6 | -7.5 | -12.6 | -14.7 |
| Precipitación total (mm)                                                                                                  | 66.6 | 51.6 | 48.9 | 51.2 | 58.1 | 50.9 | 44.0 | 43.5 | 56.6 | 73.1 | 73.2 | 73.3 | 691.0 |
| Días de precipitaciones (≥ 1.0 mm)                                                                                        | 11.5 | 10.1 | 8.9 | 9.9 | 8.9 | 7.4 | 7.1 | 7.1 | 7.8 | 11.0 | 12.5 | 12.3 | 114.6 |
| Días de nevadas (≥ 1 mm)                                                                                                  | 1.9 | 2.9 | 1.0 | 0.4 | 0.0 | 0.0 | 0.0 | 0.0 | 0.0 | 0.0 | 0.2 | 1.3 | 7.7 |
| Horas de sol | 68.3 | 92.7 | 134.1 | 173.8 | 202.1 | 213.3 | 220.2 | 207.2 | 180.7 | 116.7 | 83.5 | 69.0 | 1761.5 |
| Humedad relativa (%) | 87 | 83 | 79 | 76 | 77 | 75 | 75 | 76 | 80 | 85 | 87 | 87 | 80.6 |
| Fuente n.º 1: Meteo France (días con nieve 1981–2010)                                                                     | | | | | | | | | | | | | |
| Fuente n.º 2: Infoclimat.fr (relative humidity 1961–1990)                                                                 | | | | | | | | | | | | | |

## Demografía
Población
- Municipio de Rennes: 209 860 (2012), 11.º en Francia
- Área urbana[19] de Rennes: 690 467 (2012), 10.º en Francia

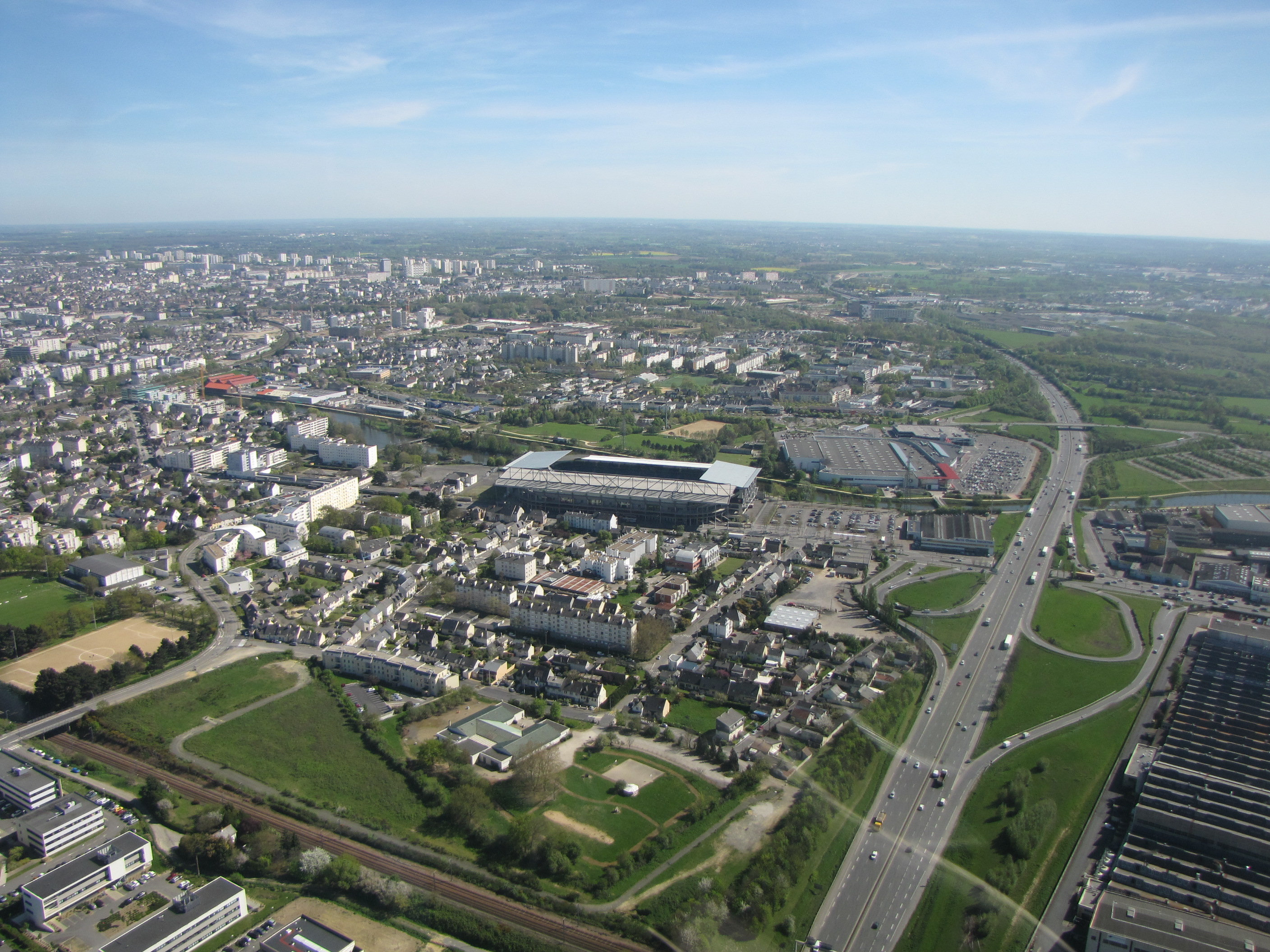
Área urbana de Rennes.

- Comunidad urbana Rennes Metropole: 420 707 (2012); 43 municipios
  - Otros municipios importantes de la comunidad urbana (2012):
  - Bruz: 17 000
  - Cesson-Sévigné: 16 000
  - Saint-Jacques-de-la-Lande: 11 000
  - Pacé: 11 000
  - Betton: 10 000
  - Chantepie: 10 000
  - Saint-Grégoire: 9000

Evolución demográfica
| 30 160 | 25 904 | 29 589 | 27 340 | 35 552 | 39 218 | 45 664 | 48 231 | 57 177 | 60 974 | 66 139 | 69 232 | 69 937 | 74 676 | 75 640 | 79 372 | 83 418 | 88 659 | 98 538 | 113 781 | 124 122 | 151 948 | 180 943 | 198 305 | 194 656 | 197 536 | 206 229 | 209 613 | 209 860 |
| Para los censos de 1962 a 1999 la población legal corresponde a la población sin duplicidades (Fuente: INSEE [Consultar]) |        |        |        |        |        |        |        |        |        |        |        |        |        |        |        |        |        |        |         |         |         |         |         |         |         |         |         |         |

### Lengua
El idioma oficial en Rennes, como en toda Francia, es el francés. Las lenguas tradicionalmente habladas en la región son el francés y el galó, una lengua de oïl oficialmente reconocida en 2004 como una de las lenguas de Bretaña. Desde la década de 1970, en consonancia con el resto del territorio bretón, la enseñanza del bretón se ha extendido, y el número de personas de habla bretona sigue aumentando.

## Economía

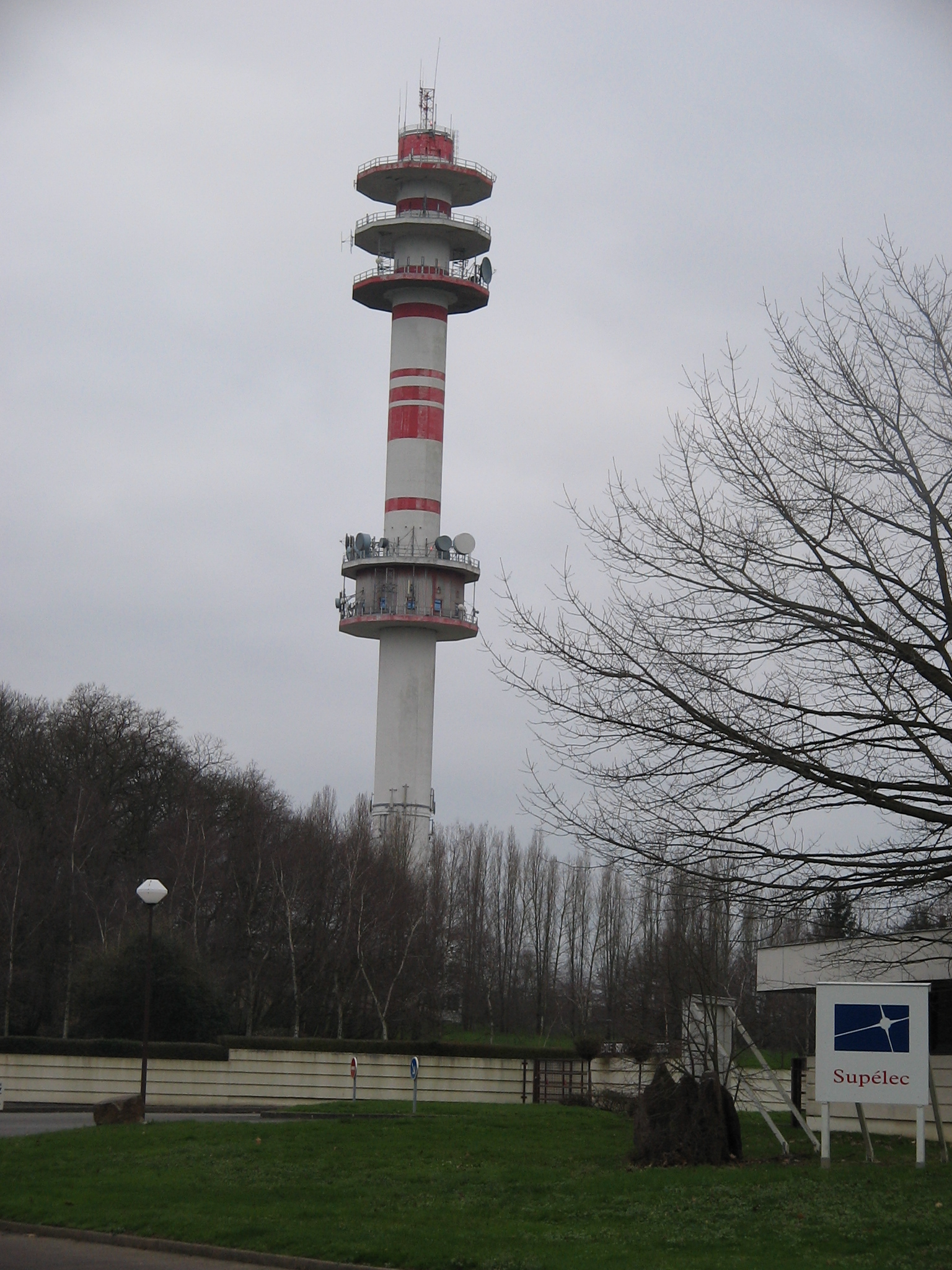
Technopole Atalante.

Economía local incluye la fabricación de automóviles, telecomunicaciones, agroalimentario y el sector digital.
PSA Peugeot Citroën es el mayor empleador de la población de Rennes, abrió una fábrica en La Janais en Chartres-de-Bretagne en 1961. Technicolor (ex-Thomson) emplea a más de 1000, y Orange R & D (ex-France Telecom) sobre 1200.
En pocos años, Rennes se convirtió en uno de los principales centros de la industria de alta tecnología y digital. La ciudad es sede de uno de los primeros Technopoles establecidas en Francia: Rennes Atalante emplea a más de 20 000.
Rennes es la segunda concentración de empresas TIC en Francia después de París (con empresas de renombre como Atos, SFR, Orange France Telecom, Envivio, Technicolor I + D, Capgemini, Delta Dore, Canon, Mitsubishi, Alcatel-Lucent, Texas Instruments, NXP, Sopra Group, Thales o Logica), y el tercero en la industria agroalimentaria francesa con una gran cantidad de empresas en este campo, un campus agro y una gran exposición internacional y profesional: el SPACE (en septiembre).
Otras grandes empresas en Rennes incluyen el Groupe Le Duff (propietarios de Brioche Dorée, Bruegger's, La Madeleine, de Mimi Cafe, de Timothy Mundial del Café) y el primer periódico francés Ouest France.
Francois-Henri Pinault (1962-), presidente de Kering y accionista de Stade Rennais Football Club, es natural de Rennes.

## Transporte
Ferrocarril

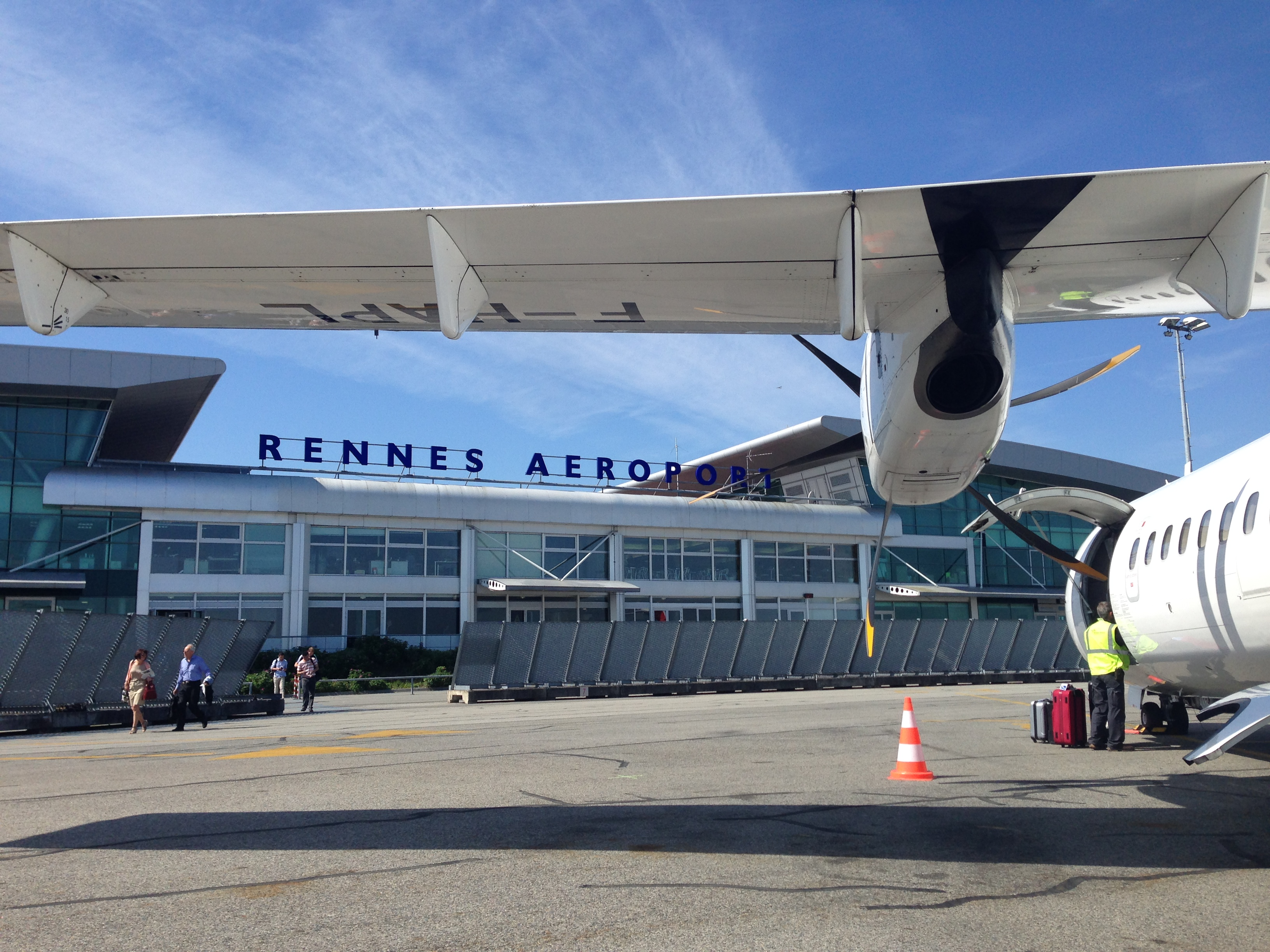
Aeropuerto de Rennes.

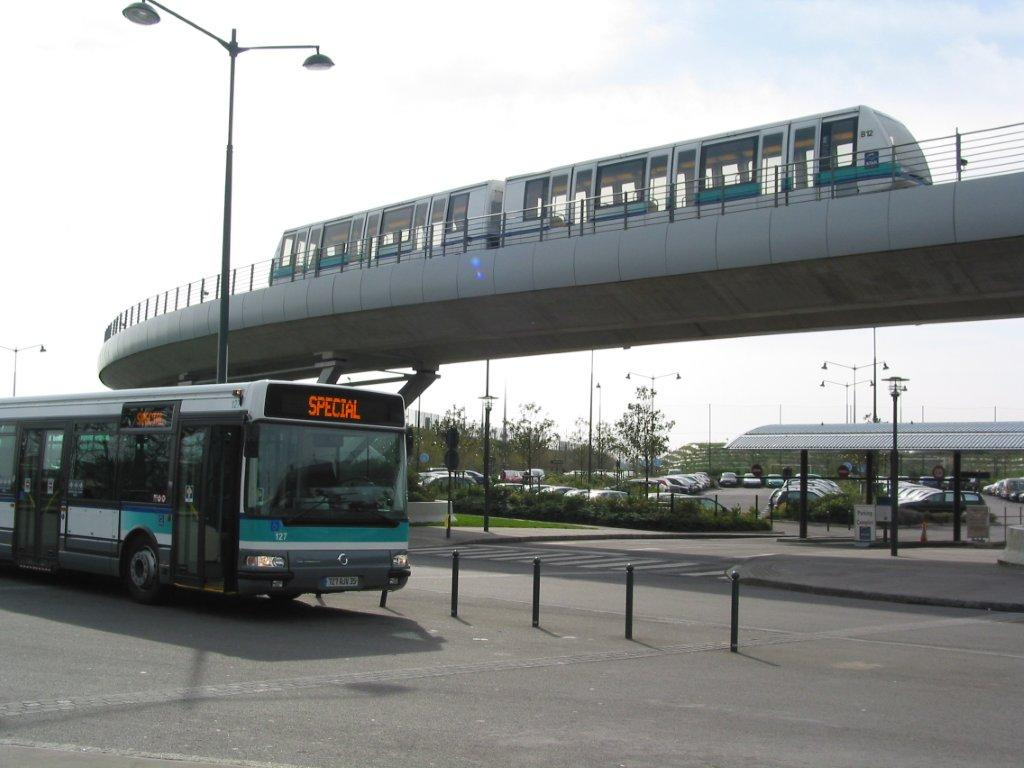
Metro y autobús.

Rennes cuenta con una estación de tren con TGV. Tiene acceso a París en el TGV, un viaje de 1h25, y sirve Bretaña con los trenes regulares a Brest, Lorient, Nantes, Quimper y Saint-Malo. El servicio de trenes también está disponible para otras ciudades de Francia como Lyon, Marsella, Lille y Strasbourg (Estrasburgo).
Aéreo
Rennes cuenta también con el Aeropuerto de Rennes Saint-Jacques, un aeropuerto a unos 6 km al suroeste de Rennes. Es un aeropuerto internacional, abierto a todo tipo de vuelos comerciales incluyendo vuelos regulares a Barcelona El Prat y Madrid Barajas.
Transporte público
A nivel urbano Rennes dispone de un importante sistema de transporte público con una línea de metro, 65 líneas de autobús y 300 000 desplazamientos al día (para 420 000 habitantes). El STAR (Service de Transport de l'Agglomération Rennaise) es el sistema público de transporte.
Rennes destaca por ser una de las ciudades más pequeñas del mundo con una línea de metro (línea B, 2020)
En 1998, El Vélo à la carte fue el primer sistema de bicicletas compartidas en toda Francia y el primer sistema de préstamo de bicicletas de libre servicio informatizado del mundo (Le vélo STAR, desde 2009).
Rennes está también bien comunicada por autovía y autopista con el resto de la región de Bretaña y con las regiones circundantes.

## Ciencia y tecnología
Desde la creación del tecnopole Rennes Atalante en 1984, el área metropolitana de Rennes se convirtió en centro innovación tecnológica a nivel nacional.
Pierre Robiquet (1780-1840), químico, miembro de la Académie des Sciences, descubridor de la codeína, asparagina y alizarina es originario de Rennes.

## Educación

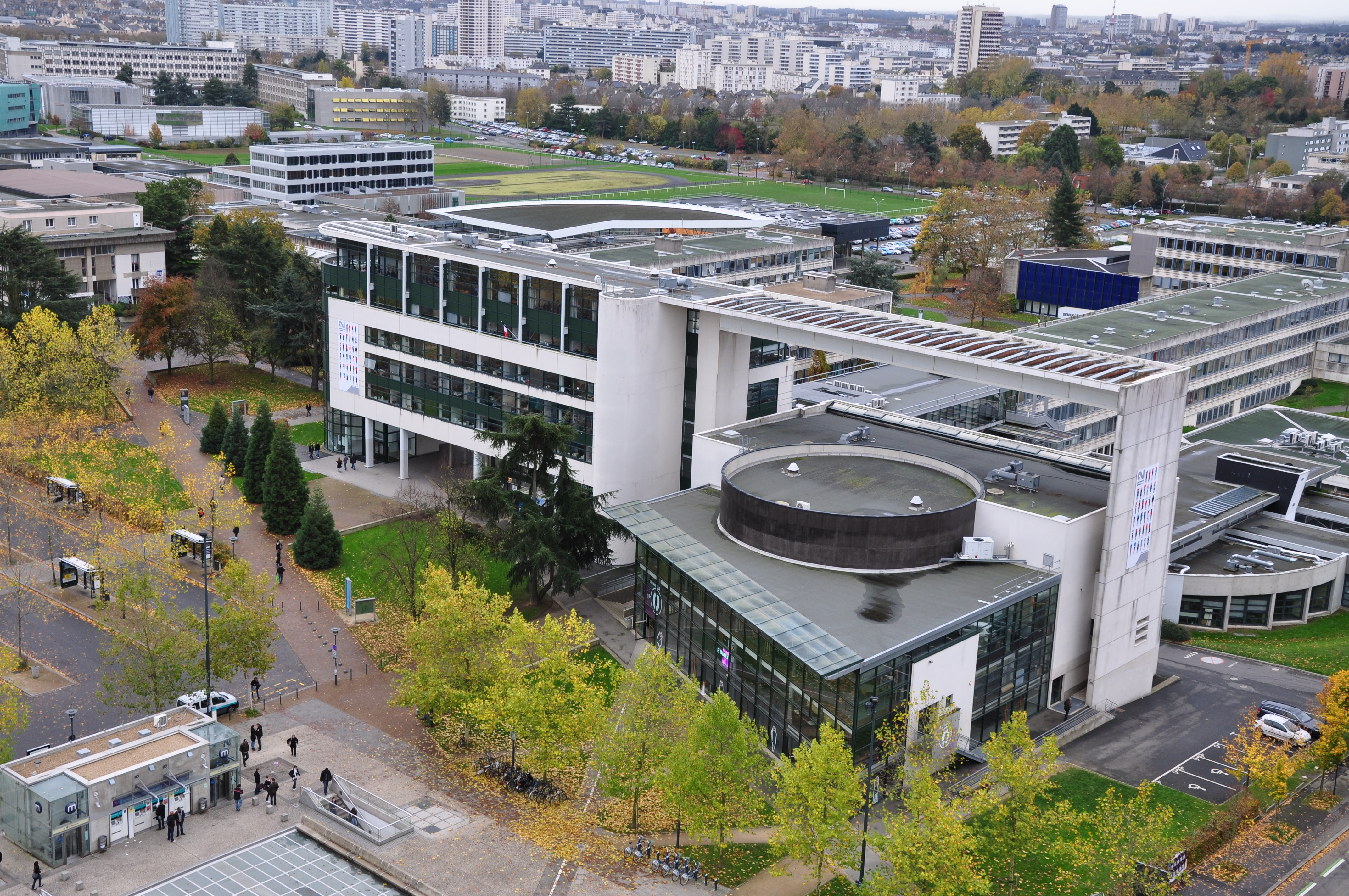
El campus de Villejean.

La ciudad de Rennes es una ciudad estudiantil con gran cantidad de estudiantes de muchas partes del mundo. Es la octava ciudad universitaria de Francia después de París, Lyon, Toulouse, Lille, Marsella, Burdeos y Montpellier.
En el curso 2013-2014, la ciudad acogió a más de 63 000 estudiantes en sus universidades y escuelas superiores.
En el ámbito de humanidades, letras y ciencias sociales, destaca la Universidad de Rennes 2 Alta Bretaña, en el campus de Villejean, y en el científico y tecnológico, la Universidad de Rennes 1, en el campus de Beaulieu. En este último campus se encuentra el Instituto de Estudios Políticos de Rennes, más conocido como Sciences Po Rennes, un importante centro de investigación sociopolítica.
Rennes cuenta también con la primera "tecnópolis" europea, Rennes Atalante, un centro de investigación tecnológica múltiple donde predomina la investigación en telecomunicaciones. En Rennes Atalante se inventó el Minitel, una tecnología de telecomunicaciones muy extendida en Francia hasta la implantación de Internet.
La ciudad también alberga la École supérieure de commerce de Rennes.

## Cultura y patrimonio

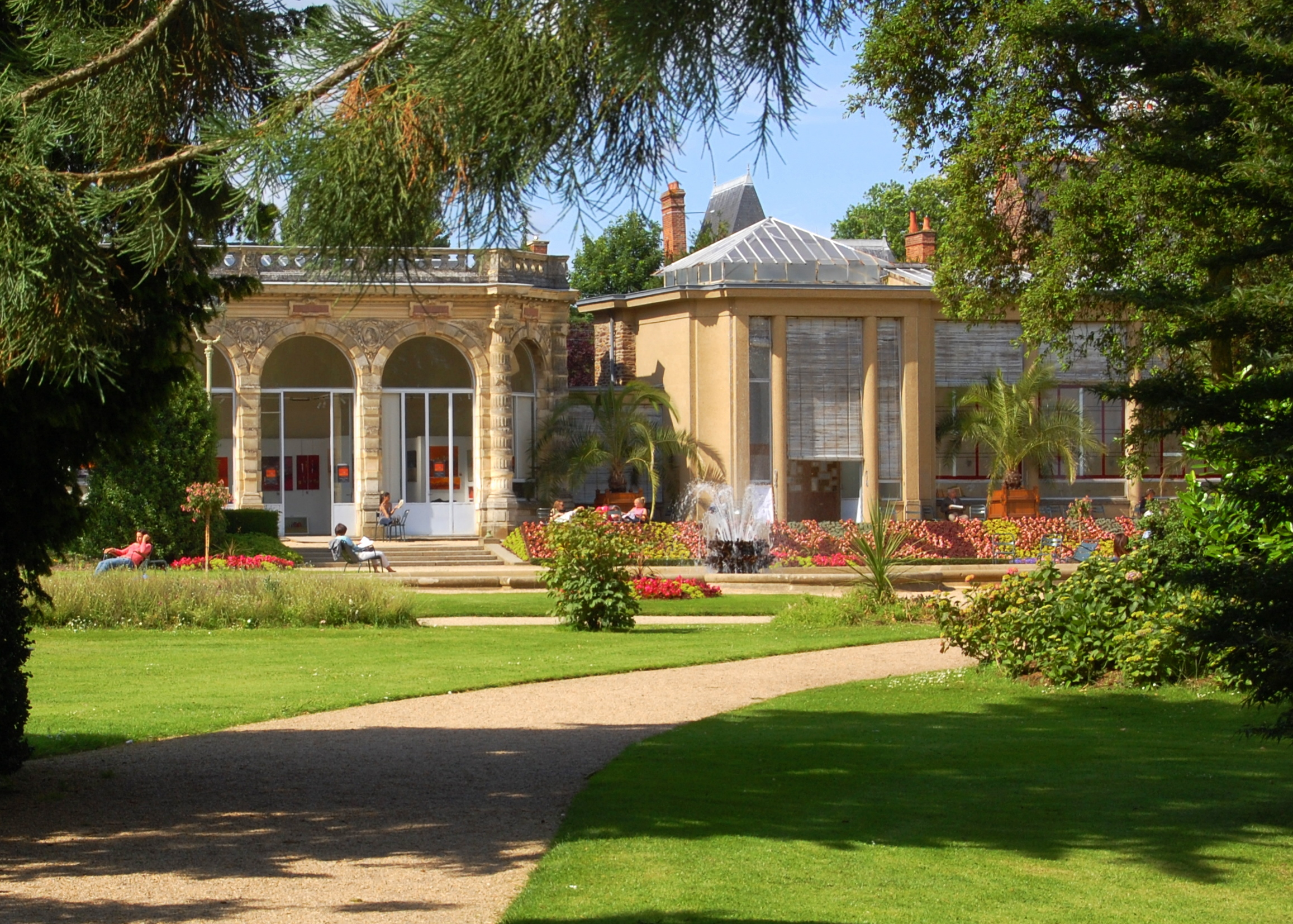
El Thabor.

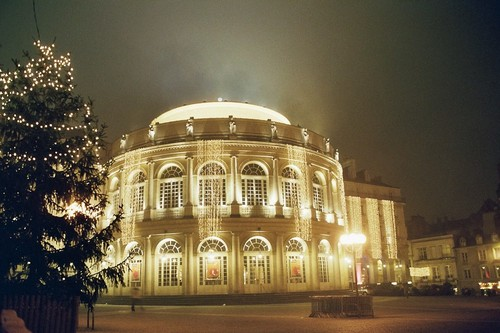
Ópera de Rennes.

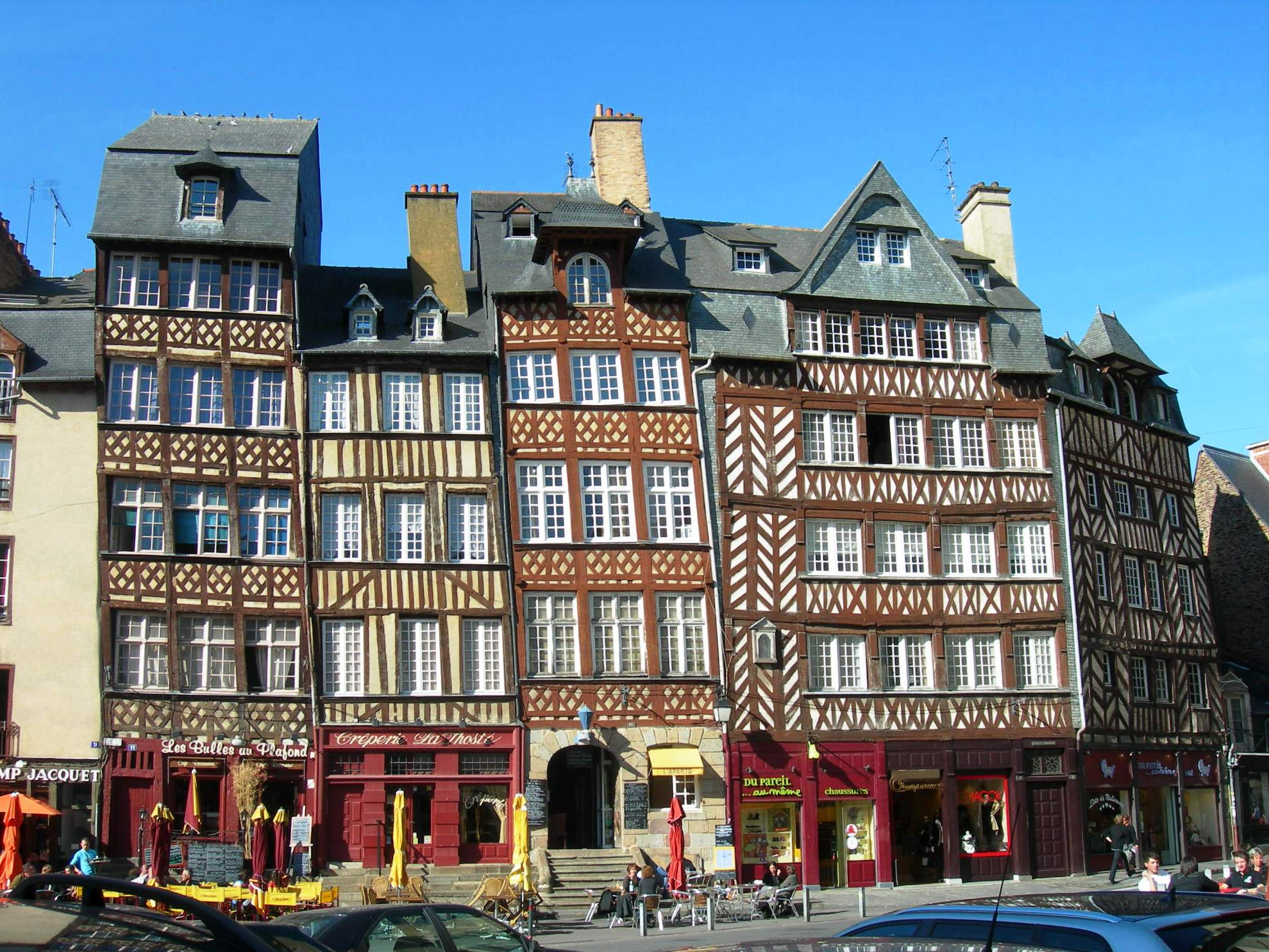
Plaza del Champ-Jacquet.

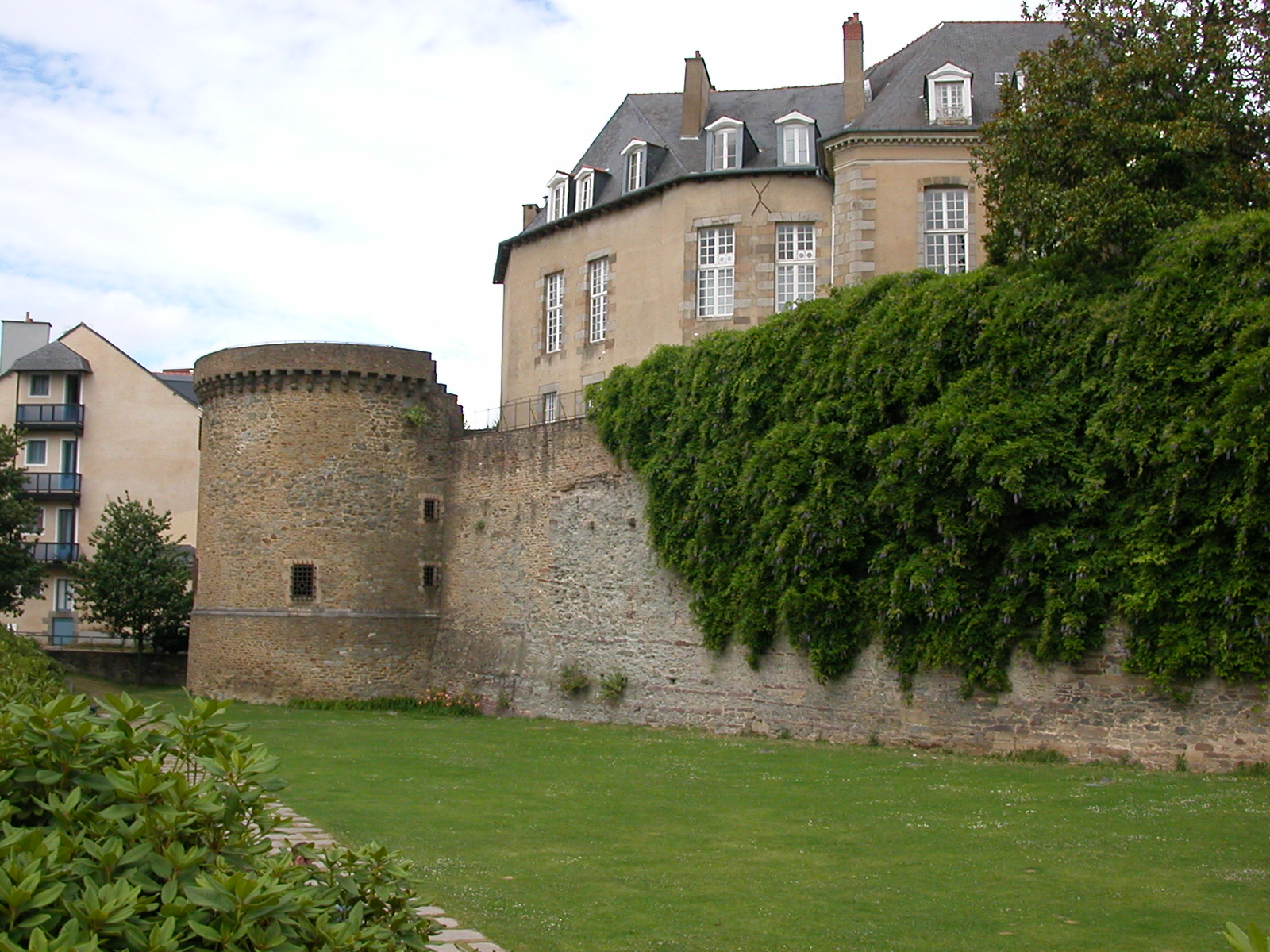
Las murallas.

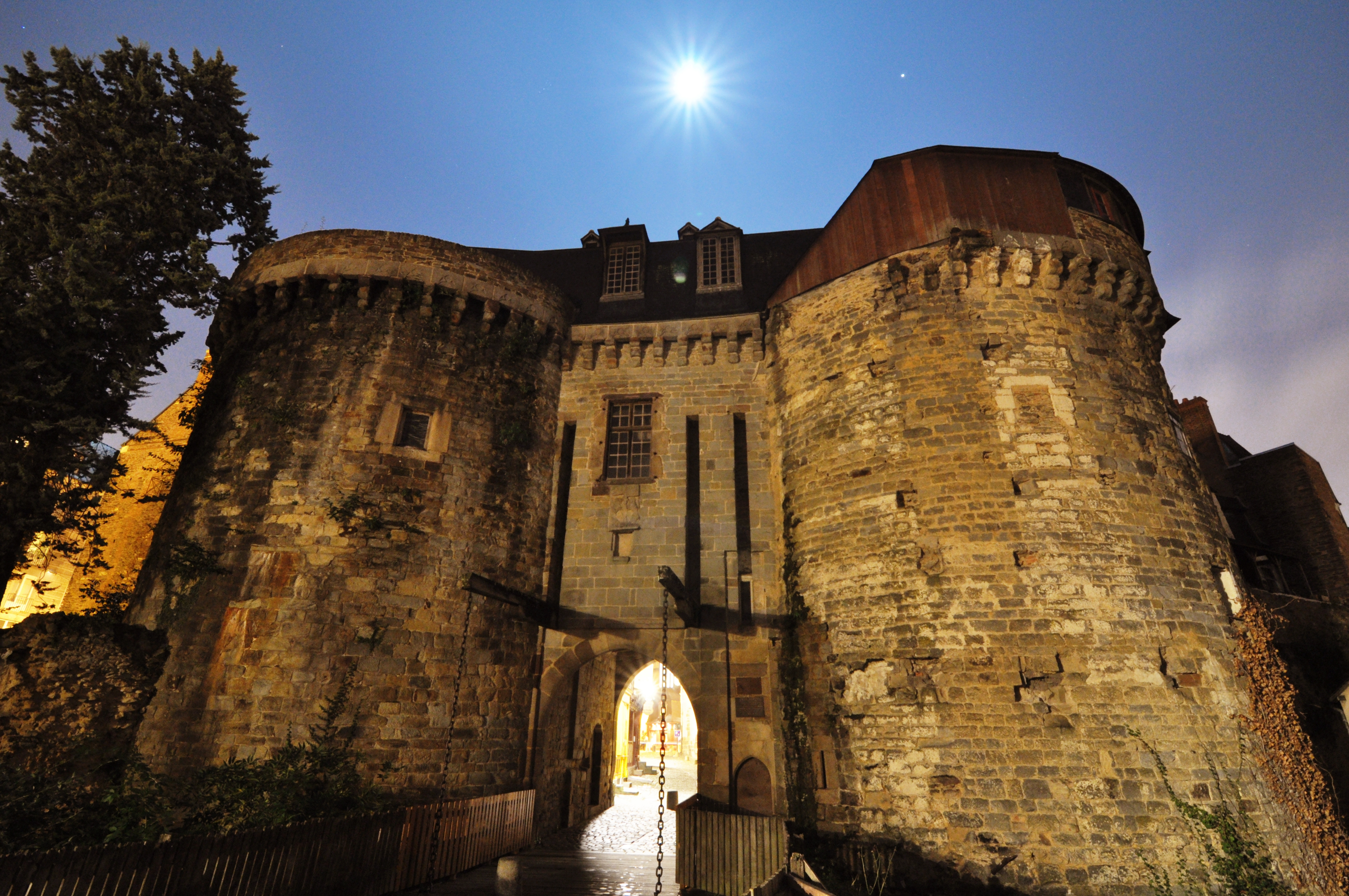
Las puertas Mordelaises.

Rennes es una ciudad joven, festiva (festivales, conciertos), pero también una ciudad histórica con muchos monumentos para visitar.
Personalidades destacadas de la cultura
- Julien Louis Geoffroy (1743-1814), crítico literario.
- Charles Vanel (1892-1989), actor.

### Festivales
- Transmusicales : desde 1979, festival internacional de música contemporánea para descubrir nuevos talentos
- Les Tombées de la Nuit : evento de la noche (luces, música, espectáculos artísticos)
- Mythos : artes vocales, conciertos
- Stunfest : festival international de videojuego
- Travelling : festival international de cine

### Museos y teatros
- Museo de Bretaña y planetario (Champs Libres)
- Museo de Bellas Artes
- Ecomuseo de Rennes
- Museo de las transmisiones de TV
- Museo Regional de Arte contemporáneo
- MusikHall : 7000 asientos
- Liberté : 6100 asientos
- Teatro Nacional de Bretaña TNB : 2500 asientos
- Cité : 1150 asientos
- Ópera : 650 asientos

### Monumentos de interés
Rennes cuenta con 90 edificios, o partes de edificios, clasificados oficialmente como Monumentos Históricos, entre ellos su importante casco viejo, en el que se puede contemplar callejuelas enteras flanqueadas de casas del siglo XVI, con fachadas de entramado de madera.
Rennes tiene la particularidad de tener dos plazas mayores del siglo XVIII: la plaza del Ayuntamiento, donde se encuentra también la ópera de Rennes, y la plaza del Parlamento de Bretaña, que marcó profundamente la historia de la ciudad. La plaza de la República es dominada por el imponente Palacio de Comercio, ocupado en la actualidad por la oficina central de correos. En el centro de la ciudad, el parque del Thabor se compone de un jardín a la francesa, otro a la inglesa, y un nutrido jardín botánico.
- La basílica Saint Sauveur ubicada en el corazón de Rennes se empezó a construir en el año 1703, aunque su construcción fue interrumpida a causa del gran incendio que arrasó la ciudad en 1720. Está inspirada en la arquitectura italiana del siglo XVIII. En el interior hay una capilla dedicada a Nuestra Señora de los Milagros de Rennes que según cuenta la leyenda salvó la ciudad de la invasión de los ingleses en 1357.
- La catedral de San Pedro (Cathédrale Saint Pierre) de estilo neoclásico, es una de las nueve catedrales históricas de Bretaña y es la sede del arzobispado de Rennes. El antiguo templo fue totalmente sustituido por una iglesia en el siglo XII, que a su vez fue sustituida por la actual en 1490, aunque no se concluyó totalmente hasta 1845 tras varias reconstrucciones y remodelaciones. Los elementos más destacados de la fachada son las dos torres de granito de 48 metros de altura.
- El casco antiguo de Rennes alberga un laberinto de casas con entramado de madera, y mansiones señoriales con fachadas esculpidas, típicas de los siglos XV y XVI. Esta parte del casco antiguo no fue devastada por el incendio que asoló la ciudad en 1720.
- La ópera de Rennes fue diseñada por Charles Millardet y construida por Pierre Louise. Está emplazada en la plaza del ayuntamiento, justo delante del mismo. Fue inaugurada el 29 de febrero de 1836.
- La Plaza del ayuntamiento es el centro real de la zona clásica. En el lado oeste se encuentra el ayuntamiento (Hôtel de Ville) y en el lado este, se encuentra la ópera. Hacia el sur, en la plaza de la República, se halla el Palacio de Comercio (Palais du Commerce), un imponente edificio decorado con una escultura monumental, y que en la actualidad alberga la oficina central de correos.
- Las puertas Mordelaises fueron construidas alrededor de 1440, y constituían la principal entrada a Rennes, de las diez que poseía la ciudad. Por ellas entraban los antiguos duques de Bretaña cuando acudían a la ciudad. La puerta está formada por dos torres con sus respectivas almenas, y con un puente levadizo.
- Las murallas de Rennes han desaparecido prácticamente, pero además de las puertas Mordelaises y del paño de muralla que engloba a la Tour Duchesne, se pueden apreciar también algunos restos en la plaza Rallier-du-Baty. En ciertos puntos se conservan restos de las primitivas murallas romanas del siglo III, englobados en la muralla medieval.
- El Thabor, un parque público diseñado sobre más de diez hectáreas con la particularidad de combinar a un Jardín a la francesa, un jardín a la inglesa, una Orangerie y un importante Jardín botánico.
- Entre otras atracciones arquitectónicas medievales y renacentistas, se pueden citar las iglesias góticas de Saint-Aubin y Saint-Germain y la capilla renacentista Saint-Yves, que alberga la oficina de turismo de la ciudad.
- Otros edificios de interés del siglo XX son la piscina Saint-Georges, primera piscina con calefacción de Francia (inaugurada en 1923) y decorada con mosaicos de Isidoro Odorico, el centro cultural Les Champs Libres, donde se encuentra el museo de Bretaña, el Teatro Nacional de Bretaña y las torres de viviendas Les Horizons, uno de los primeros rascacielos franceses, construido en 1970.

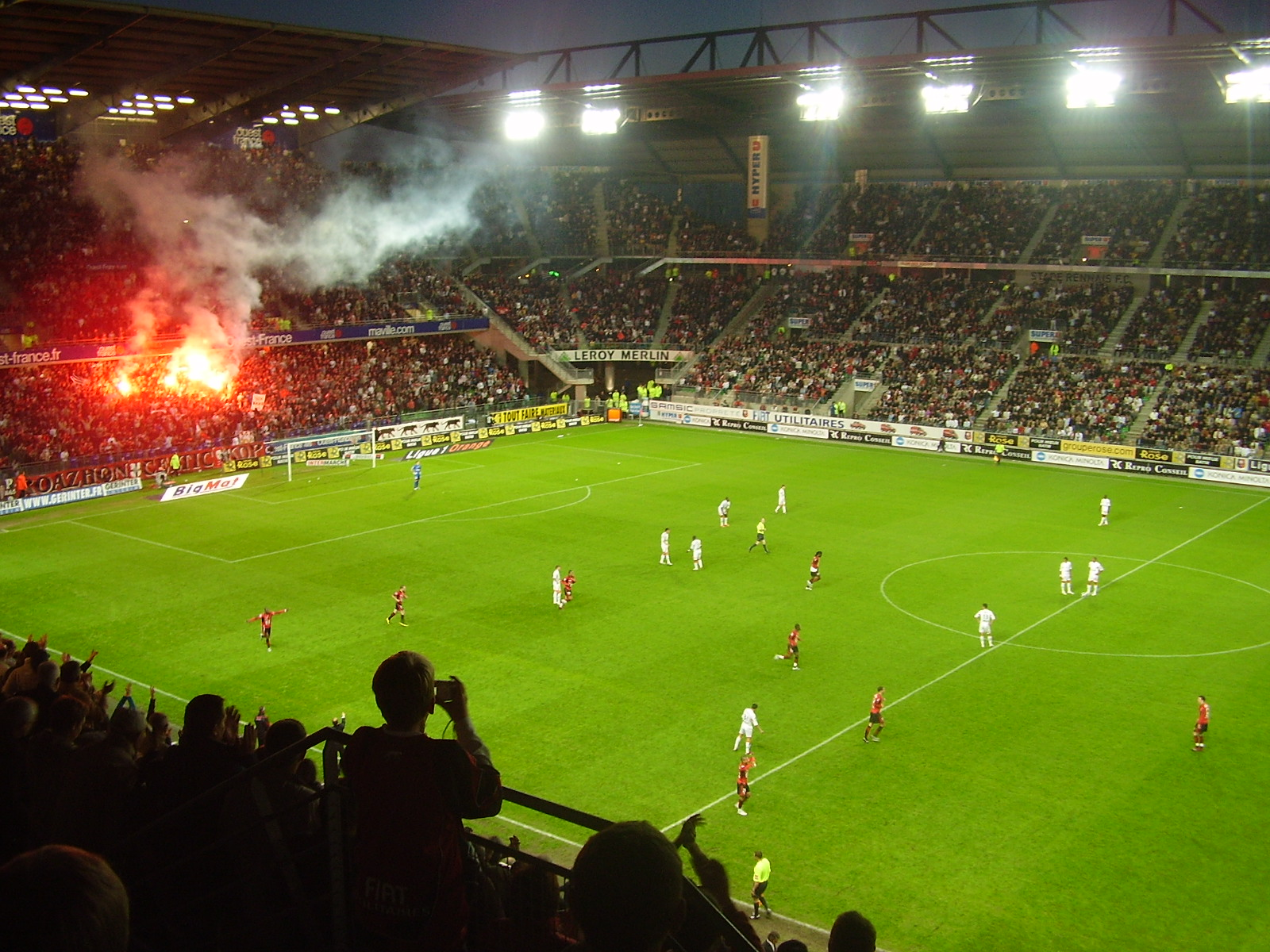
El Roazhon Park.

## Deporte
Fútbol
- Stade Rennais Football Club

Ciclismo
El equipo Bretagne-Séché Environnement tiene su sede en Rennes. El ciclista Maxime Daniel (1991-) es originario de la ciudad.
Balonmano
- Cesson-Rennes MHB